# Anedonia
Per anedonia (parola greca composta dal prefisso negativo an e hēdonē, "piacere") si intende l'incapacità, totale o parziale, di provare soddisfazione, appagamento e piacere per le consuete attività piacevoli, quali il cibo, il sesso e le relazioni interpersonali. Il termine medico è stato coniato nel 1896 da Théodule-Armand Ribot, psicologo francese che definì l'anedonia come l'incapacità patologica di percepire piacere in ogni sua forma.
“Anedonia” può essere utilizzato quale sinonimo di disinteresse verso il dormire, rilassarsi e vivere: è quindi chiaro come questa situazione porti grande malessere e disagio in chi ne soffre.
Più in particolare, l'anedonia è definita “sociale” quando il disinteresse è mirato alle sole relazioni interpersonali, mentre è “fisica” quando il cibo, il sesso e le emozioni non procurano alcun piacere al soggetto. La definizione si affina in “anedonia sessuale” per indicare l'incapacità di godere nel mero atto sessuale, una sorta di anorgasmia.
L'anedonia potrebbe essere indice di schizofrenia, malattia di Parkinson, depressione maggiore, disturbo bipolare, disturbi di personalità (ad esempio nel disturbo schizoide), disturbo da uso di sostanze, autismo, o può essere anche l'effetto collaterale di alcuni psicofarmaci, come ad esempio antidepressivi e antipsicotici, e in alcuni casi l'anedonia indotta da questi farmaci può persistere anche dopo la sospensione del farmaco, e può essere irreversibile. Tale effetto collaterale può anche essere dovuto all'uso di finasteride.

## Cure
Considerando l'anedonia un disturbo mentale, le terapie sono pressoché identiche a quelle utilizzate per la cura della depressione e dei disturbi di natura psicologica: le sedute psichiatriche, il dialogo e, quando necessario, il supporto farmacologico, potrebbero diminuire la negatività derivata dal disturbo anedonico.
Per quanto riguarda l'anedonia causata dai farmaci si può tentare di abbassare i dosaggi, cambiare il tipo di medicinale, o eventualmente sospenderlo sotto stretto controllo medico. In alcuni casi l'anedonia può persistere anche dopo la sospensione del farmaco, e purtroppo non ci sono dati e studi a sufficienza riguardo eventuali cure o trattamenti.